# Сельское поселение «Посёлок Дурмин»
Се́льское поселе́ние «Посёлок Дурмин» — муниципальное образование в Район имени Лазо Хабаровского края Российской Федерации.
Административный центр — посёлок Дурмин.

## История
Статус и границы сельского поселения установлены Законом Хабаровского края от 28 июля 2004 года № 208 «О наделении посёлковых, сельских муниципальных образований статусом городского, сельского поселения и об установлении их границ».

## Население
| 2010 | 2011 | 2012 | 2013 | 2014 | 2015 | 2016 |
| ---- | ---- | ---- | ---- | ---- | ---- | ---- |
| 847  | ↘846 | ↘827 | ↘819 | ↘793 | ↘779 | ↘758 |
| 2017 | 2018 | 2019 | 2020 | 2021 |      |      |
| ↘744 | ↘727 | ↗734 | ↘705 | ↘676 |      |      |

## Состав сельского поселения
| № | Населённый пункт | Тип населённого пункта          | Население |
| - | ---------------- | ------------------------------- | --------- |
| 1 | Дурмин           | посёлок, административный центр | ↘676      |